# Birgitte van Deurs
Birgitte Eva van Deurs (nata van Deurs Henriksen; Odense, 20 giugno 1946) è la duchessa di Gloucester dal 1974, in quanto moglie di Richard, cugino di Elisabetta II.
Partecipa a molti impegni pubblici in virtù dei suoi patrocini o in rappresentanza di Carlo III.

## Biografia

### Educazione e carriera
La duchessa di Gloucester è nata a Odense nel 1946, figlia dell'avvocato Asger Preben Wissing Henriksen (1903-1984) e di Vivian Vibeke Jeanne Fritze van Deurs (1914-1982). Adottò il cognome di sua madre dopo il divorzio dei genitori, avvenuto nel 1966.

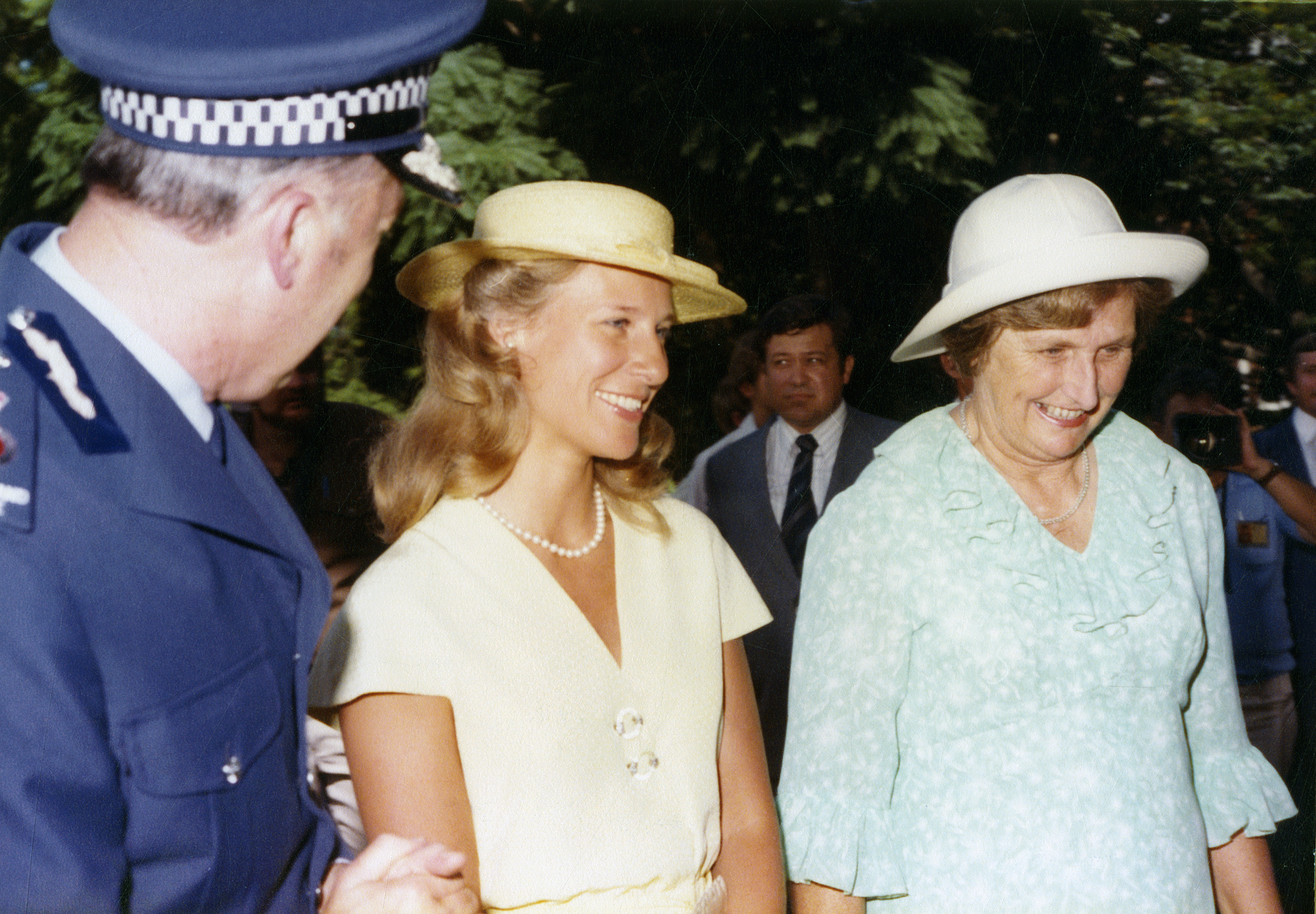
Birgitte nel 1979 a Brisbane

Compì gli studi primari nella sua città natale e quelli secondari all'École Internationale Brillantmont di Losanna. Studiò anche alla Margrethe-Skolen, una scuola di moda e design a Copenaghen, e alla Bell School of Languages di Cambridge. Conseguì un diploma triennale in Studi Commerciali ed Economici nella capitale danese. Nel 1971 si trasferì a Londra, dove lavorò come segretaria presso l'ambasciata danese.

### Matrimonio

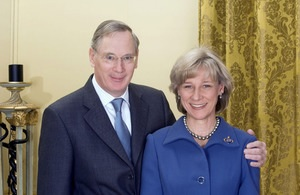
I duchi di Gloucester nel 2012

Birgitte conobbe Richard di Gloucester durante gli studi a Cambridge e il loro fidanzamento venne annunciato nel febbraio 1972. Si sposarono l'8 luglio nella chiesa di Sant'Andrea a Barnwell, nel Northamptonshire.

### Ruolo pubblico
Nel 1973 affiancò il consorte in viaggio ufficiale in Messico, in uno dei primi impegni congiunti della coppia. Ha visitato con il marito anche l'Australia, il Belgio, la Cina, la Danimarca, Gibilterra, Hong Kong, Israele, il Giappone, il Lussemburgo, il Nepal, la Nuova Zelanda, la Norvegia, le Filippine, il Portogallo, l'Arabia Saudita, Singapore, le Isole Salomone, il Sudafrica, la Spagna, la Svezia, le Tonga, la Tunisia e gli Stati Uniti d'America.

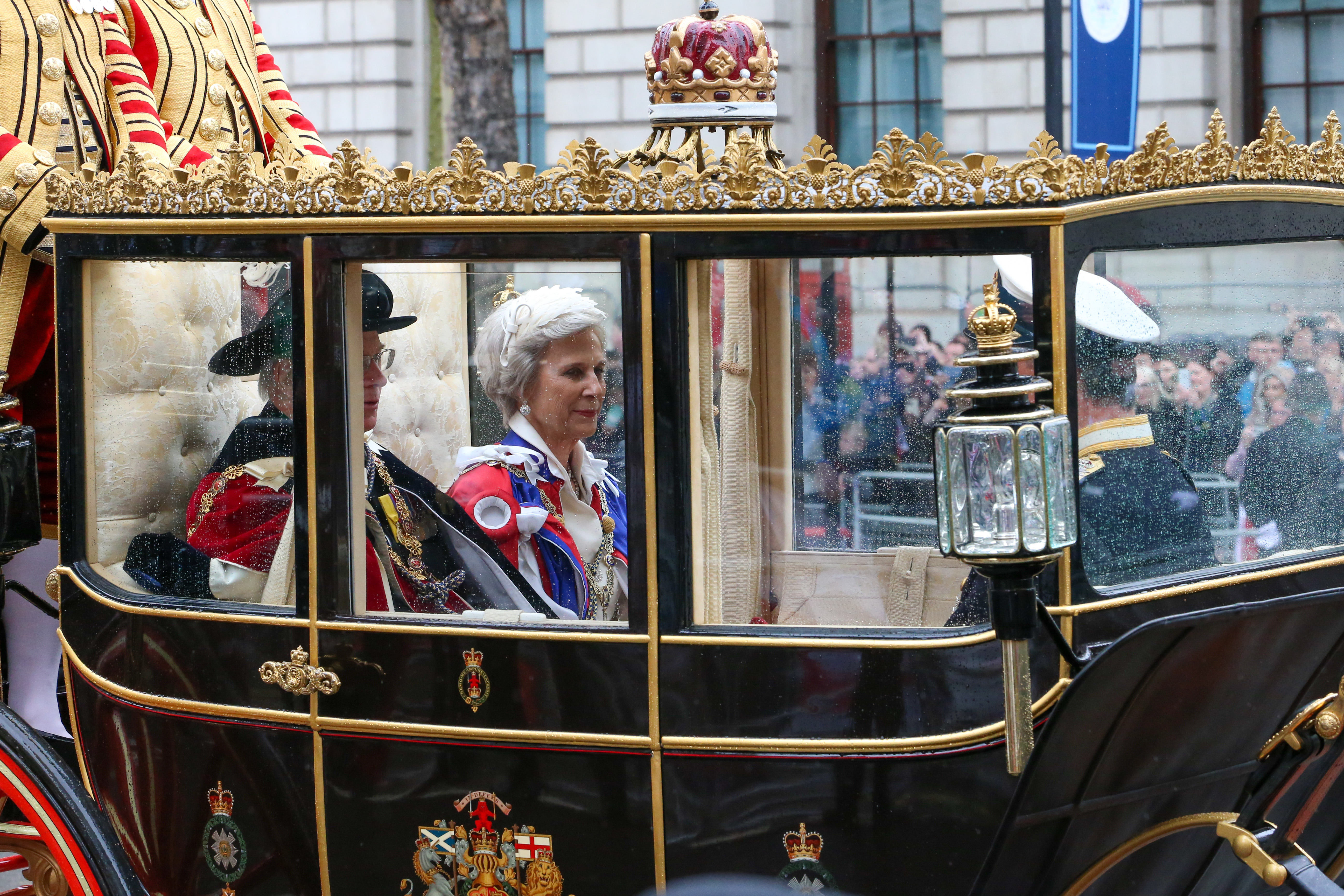
La duchessa in carrozza nel 2023

Il 2 novembre 1982 varò la HMS Gloucester. Nel 1998 divenne presidentessa della Royal Academy of Music in successione a Diana Spencer. Nel dicembre 2008 visitò i militari britannici in Iraq e nel 2015 si recò nelle Bermuda come colonnello in capo del Royal Bermuda Regiment. I suoi patrocini includono più di 60 organizzazioni.

## Patrocini
- Bliss;[4]
- St Paul's Cathedral School, Londra;[4]
- St John's School, Leatherhead;[4]
- King Edward's School, Witley;[4]
- Royal Academy of Music;[4]
- Royal London Society for Blind People.[10]

## Discendenza
Birgitte van Deurs e Richard di Gloucester hanno un figlio e due figlie:
- Alexander Patrick Gregers Richard Windsor, conte di Ulster (24 ottobre 1974), ha sposato Claire Booth:
  - Xan Richard Anders Windsor, lord Culloden (2007);
  - Lady Cosima Rose Alexandra Windsor (2010).
- Lady Davina Elizabeth Alice Benedikte Windsor (19 novembre 1977), ha sposato Gary Lewis, da cui ha divorziato nel 2018:
  - Senna Kowhai Lewis (2010);
  - Tāne Mahuta Lewis (2012).
- Lady Rose Victoria Birgitte Louise Windsor (1⁰ marzo 1980), ha sposato George Gilman:
  - Lyla Beatrix Christabel Gilman (2010);
  - Rufus Gilman (2012).

## Titoli e trattamento
- 20 giugno 1946 - 15 gennaio 1966: Birgitte Eva van Deurs Henriksen
- 15 gennaio 1966 - 8 giugno 1972: Birgitte Eva van Deurs
- 8 giugno 1972 - 10 giugno 1974: Sua Altezza Reale, la principessa Birgitte di Gloucester
- 10 giugno 1974 - attuale: Sua Altezza Reale, la duchessa di Gloucester